# 玉三郎恋の狂騒曲
『玉三郎恋の狂騒曲』（たまさぶろうこいのきょうそうきょく）/『玉三郎シリーズ』は、岸裕子による日本のラブコメ漫画。1972年（昭和47年）12月号から1979年（昭和54年）12月号にかけて不定期連載された。全14話＋番外篇2話。岸裕子が23歳から9年間にかけて描き続けた作品で、初期の代表作のひとつでもある。単行本は小学館の「フラワーコミックス」から全5巻が、小学館クリエイティブから全3巻で刊行されている。

## あらすじ
日本舞踊の師範で、女形である玉三郎は見た目は女、普段も女装している場合も多い。ただし、本人は男としての自覚もあり、幼馴染みでフィアンセの玲奈に恋心を抱いているけれど、周囲の男女は玉三郎に惚れてしまう。通常とは違った価値観を持つ玉三郎とそれをとりまく仲間たちの華麗なる恋愛騒動を描く。

## 主な登場人物
楡崎玉三郎（にれざき たまさぶろう）
日本舞踊・楡崎流の家元の子息で「女形」の美少年。美少年や女装者を好きな男たち（女からも）から言い寄られるが、玉三郎自身にはその気がなく、幼馴染みの山岸玲奈一筋である。玲奈との結婚式にも女装でのぞみ、祖父に心配されたこともある。
山岸玲奈（やまぎし れな）
物語のヒロインで、全話に登場。玉三郎の小学校時代からのつきあいで、のちフィアンセ→夫人になる。山岸産業の一人娘で令嬢。O型の蟹座で、身長167センチメートル。勝ち気な性格。親戚のおばさんの勧めるお見合いを壊すため、女装の玉三郎を身代わりに出し、気に入らない男を振っていた。当初は小次郎に気があり、玉三郎のことを頼りないとも思うが、護身術で彼を打ち負かした玉三郎のことを好きになる。
玉三郎とつきあっているうちに感覚が少しおかしくなってきており、そのデートは母親が息子をあやすような感じで、ままごとのような雰囲気である。玉三郎と別れてほかの普通の人間とつきあい、自分の神経が持つのかと発言し、玉三郎を驚かさせている。結婚後は、自分と天草アキヒロとの間で悩む玉三郎の姿を見て、彼のために素知らぬふりをするも、少しだけ気が滅入っている。
玲奈も作者である岸裕子の分身の一人であるが、作者のイメージとしては、人間というよりは性別を越えた「無性」・「人類愛」といったところにあるようである。
佐々森小次郎（ささもり こじろう）
高等学校の教師。通称「小次郎センセ」。姉が一人いる。眼鏡をかけており、なかなかの美形。初登場は玲奈の見合い相手の一人としてであり、後述する尾花萩子のせいで女に興味がなかったため、女装した玉三郎を逆に振っている。その直後、玉三郎や玲奈の組の担任の教師となり、お見合いの件で報復されるが、その後玲奈が彼に関心を持ち、彼もまんざらではなくなったことにより、玉三郎と三角関係になる。結果、玉三郎が勝利するのだが、近眼の小次郎が玲奈と勘違いして、玉三郎にキスをしてしまい、より複雑な関係になってしまっている。
そのため、すぐに高校教師を退職してしまうが、玉三郎のことは夢の中にまで現れるようになり、ついには無自覚だった自分の玉三郎への恋心を確認する。以後、友人の天草アキヒロとともに、何かと玉三郎や玲奈のことに関わるようになり、良き友人といったポジションを保っているが、玉三郎のことは性別を超越した存在のように感じている。
天草アキヒロ（あまくさ アキヒロ）
大財閥の子息で、金髪のカールヘアーの美青年。通称「アキヒロちゃん」。日英のハーフで同性愛者。世界各地に愛人を抱えている。小次郎の友人で、玉三郎に片想いしている。初登場はシリーズ第3話で、当初は我が儘なお坊ちゃんといった雰囲気で、マザコン青年だった。シリーズが進むにつれて、そうした性格は一掃されてゆき、玉三郎や玲奈の保護者としてのイメージが強くなっていった。美多良流家元が催眠術師を雇って行った楡崎流への妨害工作により、玉三郎と一夜だけの関係を持ってしまい、以後、満たされぬ玉三郎への思いで煩悶することが多くなるが、結局は玉三郎や玲奈たちを守っている。
作者曰く、『玉三郎シリーズ』を描いていた当時の理想の男性像であったとのこと。名前のモデルは美輪明宏。
山岸しんのすけ（やまぎし しんのすけ）
玲奈のいとこで、初登場は第8話。玲奈の母親にかなわぬ恋をしている。アルバイトをするのが趣味。彼もまた同性愛者で、女装好き。幼少期の玲奈の憧れの君であり、玉三郎にキスをし、彼の理性を狂わせてもいる。レギュラーメンバーの中では一番人生を楽しんでいる。名前のモデルは池畑慎之介 。
美多良造酒（みたら みき）
楡崎流のライバルである美多良流の息子で、黒髪のサングラスの青年。初登場は第9話。パリの学校に留学していた。母親である家元の願いをかなえるため、玉三郎を傷つけ、暗殺しようとするが、自室に連れ込むうちにその美貌に魅せられ、怪我をしてなお、舞踊を続けようとする玉三郎の姿にも感銘を受け、命を助ける代わりに競売に出す。その後も玉三郎のことを忘れ切れず、楡崎流家元に頼み込んで、舞踊の練習をするようになり、玉三郎をものにする陰謀を企てるようになる。名前のモデルは平手造酒。
楡崎流家元
玉三郎の祖父で、初登場は第4話。芸には厳しく、玉三郎が不注意で怪我をした際には、家元継承権を取り上げようとしている。のち交通事故で再起不能になり、玉三郎に跡目を譲る。しかし、その後回復したらしく、稽古をつけている。
天草家の執事
通称「じい」。だが、黒髪・口髭のサングラスの男で、若々しく見える。アキヒロの父親の代からつとめており、アキヒロに同性愛の手ほどきをした人物で、催眠術が得意。アキヒロの満たされぬ思いを知りつつ、暖かく見守っている。
尾花萩子（おばな はぎこ）
下智大学大学院の学生で、大財閥の令嬢。研究室を一つ、大学に寄付している実力者で、美少年キラー。理想の少年が入学するまで大学を去らないつもりでいるらしい。天草アキヒロ・佐々森小次郎の知り合いで、小次郎のことも狙っていた。玉三郎にも触手を伸ばす。『恋の元禄絵巻』でも、玉三郎の夢の中で登場する。
美多良流家元
造酒の母で、美多良流の将来に危機感を抱いている。玉三郎の暗殺という息子の提案に乗ったり、病院の女医に手を回し、最初に目にした男を好きになるようにという催眠術を玉三郎にかけさせたりするなど、暗躍している。

## 作品
1. 恋はどこから?（別冊少女コミック1972年12月号）
2. 恋は気ままに（別冊少女コミック1973年4月号）
3. この恋だれのもの!?（別冊少女コミック1973年8月号）
4. 恋は華麗にすさまじく（別冊少女コミック1974年1月号）
5. かくも恋とは（別冊少女コミック1974年6月号）
6. 恋は命がけ（別冊少女コミック1974年12月号）
7. 恋の元禄絵巻（別冊少女コミック1975年8月号）
8. 恋の狂い咲き（別冊少女コミック1975年12月号）
9. 恋のパリにて危機一髪!（別冊少女コミック1976年5月号）
10. 恋にきりきりまい（別冊少女コミック1976年12月号）
11. 玉三郎恋の乱れ草紙（別冊少女コミック1977年8月号）
12. 恋はすばやく!!（別冊少女コミック1978年2月号）
13. 玉三郎恋物狂い（別冊少女コミック1978年12月号）
14. こんがらがって恋（別冊少女コミック1979年12月号）
15. 玉三郎さくら草紙（番外篇）
16. 恋の狂騒曲番外編（作者よりワキ役に愛をこめて…）

※ 番外篇の2作は、画集「玉三郎花つづり」（新書館、1981年6月25日発行）に収録されている。 番外篇を除き、「恋」がタイトルの一部に入れられている。

## 解説
- 西原麻里は1970年代の少年愛はジェンダー規範や異性愛規範への抵抗というカウンターカルチャー的な側面がよく取り上げられるが、美少年をパロディ化したり異性愛的なハッピーエンドを描いたりするような、遊戯的モードの作品も少なくないとして、この作品を例にあげている。この作品はジェンダー規範や異姓愛規範に対して正面から意義申し立てをしていないが、男性を女装させることによって、恋の駆け引きなどでの女性的ジェンダーの様子を一歩ずらして見ることが可能になっており、また男性同士の関係に対する周囲からの圧力や葛藤以上に、魅力的な相手への好意の感情を直截的にも描いていると述べている[12]。
- 伊東杏里はこの作品を登場人物の心象風景を無視して繰り広げられる作品群であり、そうであればこその魅力を備えた、作者の最大傑作であり、玉三郎と玲奈の2匹の子猫が毛糸玉にじゃれつくような、愛し合う日々を描いたもので、二人の愛は決して生産的なものではなく、お互いに欠落した部分をそれぞれの中に含めて、そのいわば認めた部分、いわば再生された部分に向かって、愛を告白しているのだという。玉三郎と玲奈の間にも目には見えないコットン・ローンのカーテンが引かれており、見ようと思えば向こうが見えそうな、しかし、決して見えることのない、その薄い布をはさんで、愛ごっことでも言うべき遊びを永遠に続けている、という。この作品の登場人物にとって、時間は停止したまま何の意味も持たず、それだからこそ、読者はこの作品を何の不安も感じずに読むことができ、遊ぶことができるのだと述べている[13]。

## 書誌情報
- 岸裕子『玉三郎恋の狂騒曲』 小学館 〈フラワーコミックス〉、全5巻
  1. 1975年2月1日発売、ISBN 4-09-130031-6
  2. 1975年5月1日発売、ISBN 4-09-130032-4
  3. 1976年10月5日発売、ISBN 4-09-130033-2
  4. 1978年8月20日発売、ISBN 4-09-130034-0
  5. 1981年3月20日発売、ISBN 4-09-130035-9
- 岸裕子『玉三郎恋の狂騒曲』 小学館クリエイティブ〈ジュディーコミックス クリエ〉、全3巻
  1. 2010年2月26日発売、ISBN 978-4-7780-1116-1
  2. 2010年5月26日発売、ISBN 978-4-7780-1119-2
  3. 2010年7月26日発売、ISBN 978-4-7780-1124-6